# Alfred de Falloux

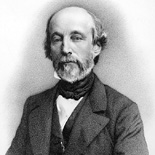
Alfred de Falloux (1811–1886)

Alfred de Falloux (* 11. Mai 1811 in Angers; † 6. Januar 1886 ebenda) war ein französischer Politiker, Minister, Historiker und Mitglied der Académie française.

## Leben
Alfred-Frédéric-Pierre de Falloux du Coudray war der ältere Bruder des Kardinals Frédéric de Falloux du Coudray. Er wuchs in Segré bei Angers auf. Seine Familie war am Königshof eingeführt. Der Vater hatte während der Französischen Revolution ins Exil gehen müssen. Falloux besuchte die Schule in Angers, dann das Collège Bourbon in Paris. Dort verkehrte er in den adeligen Salons. Da er auf Berufstätigkeit nicht angewiesen war, reiste er ab 1830 ein paar Jahre lang durch ganz Europa. Dann schloss er sich den liberal-katholischen Kreisen um Montalembert, Lacordaire, Ozanam und Tocqueville an, die unter dem Einfluss der Mystikerin Sophie Swetchine standen, und betätigte sich in der Arbeitermission. Ab 1840 trat er mit historischen Arbeiten über König Ludwig XVI. und Papst Pius V. hervor und begann sich politisch zu engagieren. Von 1846 bis 1851 war er Abgeordneter und betrieb 1848 die Schließung der Nationalwerkstätten, zog sich aber nach dem Staatsstreich Napoleons III. aus der aktiven Politik zurück, da er als Monarchist und Legitimist den Bonapartismus nicht unterstützen wollte.
Von Dezember 1848 bis Oktober 1849 brachte er als Unterrichtsminister ein Gesetz auf den Weg, das am 15. März 1850 beschlossen wurde und noch heute als „Loi Falloux“ bekannt ist. Unter dem Schlagwort des Enseignement libre (Freies Unterrichtswesen) schuf es einen gesetzlichen Rahmen für die (vor allem katholischen) Privatschulen, der mit mancherlei Modifikationen noch heute gültig ist und dessen von der Regierung Balladur geplante Abschaffung unter dem Eindruck einer spontanen Demonstration von 1 Million Menschen am 16. Januar 1994 sogleich zurückgezogen wurde.
Seit 1850 Erbe eines bedeutenden Großgrundbesitzes, ließ er von 1852 bis 1854 in Le Bourg-d’Iré durch den Architekten René Hodé das Schloss La Mabouillère (heute: Château Falloux) bauen und verlegte sich erfolgreich auf Rinderzucht und Pflanzenbauwissenschaft. Im Ort baute er ein Altenheim und ein Krankenhaus. Daneben war er Mitarbeiter der liberal-katholischen Monatsschrift Le Correspondant. 1856 wurde er in die Académie française (Sitz Nr. 34) gewählt.
Als Vertreter der Vorstellung einer liberalen parlamentarischen Monarchie geriet er in Konflikt sowohl politisch mit den Legitimisten des Graf von Chambord als auch kirchlich mit den ultramontanen Kirchenvertretern unter Papst Pius IX., die den katholischen Liberalismus als „Lepra“ verdammten. Von Bischof Charles-Émile Freppel wurde er 1876 exkommuniziert. Seine Haltung des Ralliement (Duldung der Republik) wurde erst postum von Papst Leo XIII. in der Enzyklika Au milieu des sollicitudes (1892) gewürdigt.
Falloux starb 1886 im Alter von 74 Jahren. In Angers ist ein Platz nach ihm benannt.

## Werke

### Madame Swetchine
- Madame Swetchine. Sa vie et ses œuvres. 2 Bde. Didier, Paris 1860. (zahlreiche Auflagen)
- (Hrsg.) Lettres de Mme Swetchine. 2 Bde. Didier, Paris 1862.
- (Hrsg.) Madame Schwetchine. Journal de sa conversion. Méditations et prières. Didier, Paris 1863.
- (Hrsg.) Correspondance du R. P. Lacordaire et de madame Swetchine. Didier, Paris 1864. (zahlreiche Auflagen)
- (Hrsg.) Lettres inédites de Mme Swetchine. Didier, Paris 1866.
- (Hrsg.) Choix de méditations et de pensées chrétiennes. Mame, Tours 1867.

### Weitere Werke
- Histoire de Louis XVI. Delloy. Paris 1840. (zahlreiche Auflagen)
- Histoire de saint Pie V. 2 Bde. Sagnier et Bray, Paris 1844. (zahlreiche Auflagen)
- Le parti catholique. Ce qu’il a été, ce qu’il est devenu. Bray, Paris 1856.
- Souvenirs de charité. Mame, Tours 1857. (zahlreiche Auflagen)
- Itinéraire de Turin à Rome. Douniol, Paris 1861.
- Augustin Cochin. 1875.
- L’évêque d’Orléans. Didier, Paris 1879. (Félix Dupanloup)
- Discours et mélanges politiques. 2 Bde. Plon, Paris 1882.
- Études et Souvenirs. Perrin, Paris 1885.
- Mémoires d’un royaliste. 2 Bde. Perrin, Paris 1888. 1925–1926.
- Correspondance d’Alfred de Falloux avec Augustin Cochin 1854–1872. Hrsg. Jean-Louis Ormières. 2 Bde. Champion, Paris 2003–2013.